# Гернси (Вайоминг)
Гернси (англ. Guernsey) — город, расположенный в округе Платт (штат Вайоминг, США) с населением в 1147 человек по статистическим данным переписи 2000 года.

## География
По данным Бюро переписи населения США, город Гернси имеет общую площадь в 2,85 квадратных километров, водных ресурсов в черте населённого пункта не имеется.
Город Гернси расположен на высоте 1327 метров над уровнем моря.

## Демография
По данным переписи населения 2000 года, в Гернси проживало 1147 человек, 312 семей, насчитывалось 504 домашних хозяйств и 612 жилых домов. Средняя плотность населения составляла около 412 человек на один квадратный километр. Расовый состав Гернси по данным переписи распределился следующим образом: 91,54 % белых, 0,17 % — чёрных или афроамериканцев, 1,05 % — коренных американцев, 0,17 % — азиатов, 3,31 % — представителей смешанных рас, 3,75 % — других народностей. Испаноговорящие составили 8,11 % от всех жителей города.
Из 504 домашних хозяйств в 30,4 % — воспитывали детей в возрасте до 18 лет, 49,0 % представляли собой совместно проживающие супружеские пары, в 9,9 % семей женщины проживали без мужей, 37,9 % не имели семей. 33,3 % от общего числа семей на момент переписи жили самостоятельно, при этом 15,7 % составили одинокие пожилые люди в возрасте 65 лет и старше. Средний размер домашнего хозяйства составил 2,28 человек, а средний размер семьи — 2,89 человек.
Население города по возрастному диапазону по данным переписи 2000 года распределилось следующим образом: 26,8 % — жители младше 18 лет, 7,1 % — между 18 и 24 годами, 23,8 % — от 25 до 44 лет, 26,9 % — от 45 до 64 лет и 15,3 % — в возрасте 65 лет и старше. Средний возраст жителей составил 40 лет. На каждые 100 женщин в Гернси приходилось 96,4 мужчин, при этом на каждые сто женщин 18 лет и старше приходилось 89,6 мужчин также старше 18 лет.
Средний доход на одно домашнее хозяйство в городе составил 30 758 долларов США, а средний доход на одну семью — 38 958 долларов. При этом мужчины имели средний доход в 37 778 долларов США в год против 17 656 долларов среднегодового дохода у женщин. Доход на душу населения в городе составил 14 897 долларов в год. 7,6 % от всего числа семей в округе и 10,9 % от всей численности населения находилось на момент переписи населения за чертой бедности, при этом 11,7 % из них были моложе 18 лет и 19,6 % — в возрасте 65 лет и старше.